# Moreno (Brazilië)
Moreno is een gemeente in de Braziliaanse deelstaat Pernambuco. De gemeente telt 55.659 inwoners (schatting 2009).